# ایونا (فلوریدا)
ایونا (به انگلیسی: Iona) یک منطقهٔ مسکونی در ایالات متحده آمریکا است که در شهرستان لی، فلوریدا واقع شده‌است. ایونا ۲۶٫۵ کیلومتر مربع مساحت و ۱۱٬۷۵۶ نفر جمعیت دارد و ۲ متر بالاتر از سطح دریا قرار دارد.